# پرینستون جانکشن (نیوجرسی)
پرینستون جانکشن (به انگلیسی: Princeton Junction) یک منطقهٔ مسکونی در ایالات متحده آمریکا است که در ویندسور غربی، نیوجرسی واقع شده‌است. پرینستون جانکشن ۴٫۸۰۱ کیلومتر مربع مساحت و ۲٬۴۶۵ نفر جمعیت دارد و ۲۲ متر بالاتر از سطح دریا واقع شده‌است.